# ديوان الرئاسة (فلسطين)
ديوان الرئاسة الفلسطينية هو الجهاز الإداري والتنظيمي لمؤسسة الرئاسة الفلسطينية الرسمية، يقع مقر الديوان في مقر الرئاسة الفلسطينية بمدينة رام الله، وفي تاريخ 27 فبراير 2020، أصدر الرئيس الفلسطيني محمود عباس قراراً بشأن الديوان تضمن مواداً منها إمكانية افتتاح مقار فرعية أو مكاتب للديوان في أي محافظة فلسطينية بقرار من الرئيس الفلسطيني.

## المهام الرئيسية
- تنظيم عملية التواصل مع كافة المؤسسات الدولية والمحلية الرسمية وغير الرسمية والخاصة والأهلية.
- الإشراف على النشاطات المحلية للرئيس الفلسطيني.
- تنفيذ السياسات الاجتماعية للرئيس الفلسطيني.
- متابعة تنفيذ قرارات وتوجيهات الرئيس الفلسطيني، وتحقيق رؤيته بالسرعة اللازمة.[2]

## رؤساء الديوان
- رفيق الحسيني، (2005[3]-2010).
- حسين الأعرج، (24 أغسطس 2010[4] – 2014).
- انتصار أبو عمارة، (2015[5]-حتى الآن[6]).